# コム語
コム語（コムご、コム語: Itaŋikom、英: Kom language）は、カメルーンの北西州に居住するコム族によって話されている言語である。
コム語は3つのトーンをもつ声調言語である。